# Sandside House
Sandside House ist ein Herrenhaus nahe der Ortschaft Reay in der schottischen Council Area Highland. 1984 wurde das Bauwerk in die schottischen Denkmallisten in der Denkmalkategorie B aufgenommen. Als Teil des Anwesens sind die Gärten sowie die Südpforte als Kategorie-B-Bauwerke klassifiziert. Der Scheunenkomplex und der Hafen sind hingegen als Denkmäler der höchsten Kategorie A eingestuft. Zwei nahe dem Herrenhaus angeordnete piktische Symbolsteine sind als Ensemble als Scheduled Monument geschützt.

## Geschichte
Erbauer des ersten Herrenhauses am Standort war der 1628 zum ersten Lord Reay erhobene Donald Mackay. Die ältesten Fragmente des heutigen Sandside House stammen jedoch aus dem Jahr 1751. Vermutlich handelte es sich um ein zunächst H-förmiges Herrenhaus, dessen Schenkel im späteren 19. Jahrhundert durch Ergänzungen verfüllt wurden. Im späten 19. Jahrhundert wurden eine Bibliothek und Wirtschaftsräume durch Anbau eines Flügels an der Nordwestseite ergänzt. Das Anwesen zählte später zu den Besitztümern des Duke of Portland.

## Beschreibung
Sandside House steht inmitten eines weitläufigen Anwesens rund einen Kilometer nordwestlich von Reay nahe der Sandside Bay in der traditionellen Grafschaft Caithness. Die Hauptfassade des zweigeschossigen Herrenhauses weist nach Westen. Sämtliche Fassaden sind mit Harl verputzt. Seine schiefergedeckten Dächer sind mit firstständigen Kaminen ausgeführt.

### Symbolsteine
Die beiden piktischen Symbolsteine wurden an Außenmauern des Anwesens westlich und östlich des Herrenhauses versetzt. Einer der ornamentierten Sandsteine wurden um 1853 in einer Wüstung nahe der Bucht entdeckt. Der an der Ostseite aufgestellte Stein weist eine Höhe von 1,45 Metern bei einer Breite von 0,6 Metern und einer Tiefe von 0,1 Metern auf. Die Vorderseite des Steins ist mit gravierten piktischen Symbolen ornamentiert, weshalb der Symbolstein der Klasse I zugeordnet werden kann. Seine Oberseite ist ungewöhnlicherweise mit drei Ovalen verziert, die mit Ringen verbunden sind. Der Symbolstein an der Westseite ist 0,75 Meter hoch und weist eine Breite von 0,22 Metern bei einer Tiefe von 0,20 Metern auf.

### Gärten
Hohe Mauern umfrieden die beiden Gärten, die Sandside House an der Südost- sowie der Nordwestseite vorgelagert sind. Beide Anlagen stammen aus dem 18. bis frühen 19. Jahrhundert. An der nordwestlichen Kante des nördlichen Gartens befindet sich ein zweigeschossiger Taubenturm. Das aus dem mittleren 19. Jahrhundert stammende Bauwerk ist mit verschiedenen Öffnungen ausgestattet und schließt mit einem Pyramidendach mit Wetterfahne, das mit Caithness-Schiefer eingedeckt ist. Möglicherweise diente der Taubenturm nicht der Vogelzucht, sondern dem Schießsport. Tauben konnten durch verschließbare Öffnungen zum gewünschten Zeitpunkt freigesetzt werden.
Der südöstlich gelegene Garten ist mit einem Abort ausgestattet, der über eine Treppe zugänglich ist. Das Gebäude ist mit einer Türe an der Südseite und einem kleinen Fenster an der Ostseite ausgeführt. Es schließt mit einem Pyramidendach, das mit Steinplatten gedeckt ist.

### Scheune, Molkerei und Darre
Der vermutlich aus dem mittleren 18. Jahrhundert stammende Komplex ist dem Herrenhaus nördlich vorgelagert. Er besteht aus Feldstein mit Natursteineinfassungen. Die Darre nahm einst das südliche Drittel ein. Der Darrboden wurde zwischenzeitlich entfernt und die zentrale Heizröhre verschlossen. In beide Giebel sind Ventilationsöffnungen eingelassen. Das Satteldach ist mit Caithness-Schiefer gedeckt. Sein First ist mit Steinkappe ausgeführt. Das Eingangsportal wurde zwischenzeitlich durch einen modernen Eingang ersetzt. Auch die Fenster entsprechen nicht dem Ursprungszustand. Es schließt sich eine kleine Scheune mit Staffelgiebel an. Nördlich setzt sich eine moderne Halle mit Wellblechdach fort.
Die lange Scheunenzeile stammt vermutlich aus dem späten 18. bis frühen 19. Jahrhundert. Sie umfasst auch eine Molkerei, zu deren Ausstattung eine Käsepresse gehört. Ihre Schieferdeckung ist mit steinerner Firstabdeckung ausgeführt.

### Südpforte

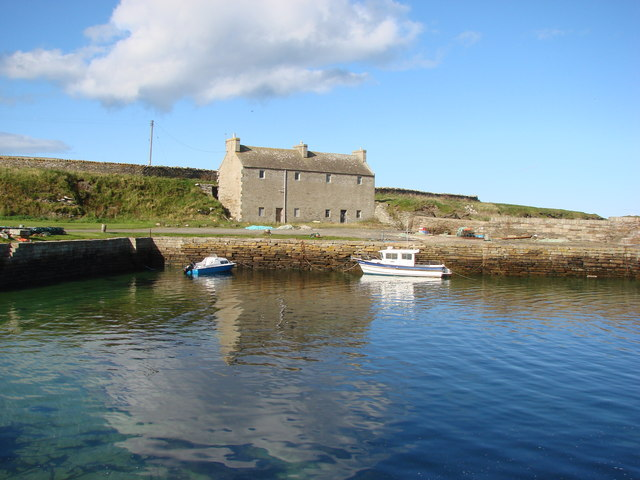
Blick über das Hafenbecken mit Speicher

Die Südpforte befindet sich rund 600 Meter südlich von Sandside House abseits der heutigen A836. Zwei oktogonale Pfeiler mit polygonalen Kappen markieren die Zufahrt. Sie tragen die gusseisernen Torflügel. Die zugehörige Pförtnerlodge stammt aus dem späteren 19. Jahrhundert. Ihr Mauerwerk besteht aus grob behauenem Feldstein, der zu einem Schichtenmauerwerk verlegt wurde. Die Hauptfassade des eingeschossigen Gebäudes ist drei Achsen weit. Mittig tritt eine abgekantete Auslucht mit der Eingangstüre hervor. Das abschließende Walmdach ist schiefergedeckt und mit zwei firstständigen Kaminen ausgeführt.

### Sandside Harbour
Der auf Sandside House residierende Major Innes ließ den Hafen um 1830 an der Sandside Bay einrichten. Er dient der Fischerei und dem Fischhandel. Die Baukosten beliefen sich auf etwa 3000 £. Das nahezu rechteckige Hafenbecken wird durch zwei L-förmige Piere gebildet, von denen der nördliche, seeseitige zur Mole verlängert ist. Das Mauerwerk besteht aus Feldstein, der zu länglichen Platten behauen und zu einem teils auch vertikal oder diagonal gelegten Schichtenmauerwerk aufgemauert wurde. An der Hafeneinfahrt ist eine gusseiserne Aufhängung für eine Schranke erhalten. Der Hafen ist mit zwei Speichergebäuden und einem Wohngebäude ausgeführt. Ihr Mauerwerk besteht aus Feldstein. Des Weiteren befindet sich ein kleines Eishaus an der Südseite.